# تیف ریور فالز (مینه‌سوتا)
تیف ریور فالز  (به انگلیسی: Thief River Falls) شهری در شهرستان پنینگتون ایالت مینه‌سوتا در کشور ایالات متحده آمریکا است که جمعیت آن در سرشماری سال ۲۰۱۰ میلادی، ۸۵۷۳ نفر بوده‌است.